# Rollier à raquettes
Coracias spatulatus
Espèce
Statut de conservation UICN

 LC  : Préoccupation mineure
Le Rollier à raquettes (Coracias spatulatus) est une espèce d'oiseaux insectivores se nourrissant au sol de fourmis et de termites. Il mesure entre 36 et 38cm.
On le trouve à travers le miombo et régions avoisinantes.
Son nom est dû à sa queue originale, fourchue avec deux plumes caudales très longues qui se terminent en s'élargissant, d'où le nom de raquettes.